# اتفاقية التعاون بين الاتحاد الأوروبي ودول مجلس التعاون الخليجي
اتفاقية التعاون بين الاتحاد الأوروبي ودول مجلس التعاون الخليجي في ديسمبر 1987 قرر المجلس الأعلى لدول المجلس في دورته الثامنة الموافقة على الدخول في مفاوضات رسمية مع الجماعة الأوربية، بهدف الوصول إلى اتفاقية مبدئية بمثابة إطار للتعاون بين الجانبين، وفوض المجلس الوزاري بالتفاوض مع الجماعة الأوربية والتوقيع النهائي على الاتفاقية. وهو ما تم التوصل إليه في صيف عام 1988 بالتوقيع على الاتفاقية الإطارية بين دول المجلس والجماعة الأوربية في 15 يونيو 1988، ومن ثم اعتمادها من المجلس الأعلى في دورته التاسعة (المنامة، ديسمبر 1988م)، ودخلت حيز التنفيذ في بداية عام 1990م.
قرر المجلس الأعلى الخليجي تفويض المجلس الوزاري بإصدار التفويض اللازم للفريق التفاوضي للدخول في المفاوضات الرسمية مع الجماعة الأوربية، بهدف الوصول إلى اتفاق تجاري بين الطرفين. وقد اصدر المجلس الوزاري في دورته الخامسة والثلاثين في شهر يونيو 1990، القرار الخاص بالدخول في مفاوضات تجارية رسمية مع الجماعة الأوربية، وتفويض الفريق التفاوضي بفتح هذه المفاوضات.

## المفاوضات
تضمنت اتفاقية التعاون بين الاتحاد الأوروبي ودول مجلس التعاون الخليجي عام 1989 التزامًا من كلا الجانبين للدخول في مفاوضات بشأن اتفاق التجارة الحرة. بدأت مفاوضات اتفاقية التجارة الحرة في عام 1990 ولكنها توقفت في عام 1999 بسبب خطط مجلس التعاون الخليجي إلى التحرك نحو الاتحاد الجمركي. من أجل إعادة تنشيط المفاوضات وتكييفها لتلائم التطورات في منظمة التجارة العالمية، وسياسة الاتحاد الأوروبي التجارية، اعتمد الاتحاد الأوروبي مجموعة جديدة من توجيهات تفاوضية في عام 2001 التي شملت الخدمات والاستثمار في امر اتفاقية التجارة الحرة بما يتفق مع اتفاقيات التجارة الحرة المتفق عليها مؤخرا مع الشركاء الآخرين، توجيهات التفاوض أيضا وضعت إنشاء الاتحاد الجمركي لدول المجلس كشرط لتوقيع اتفاقية للتجارة الحرة. استؤنفت المفاوضات في عام 2002 واكتسبت زخمًا بعد دخول الاتحاد الجمركي لدول المجلس الخليجي حيز النفاذ في عام 2003 والموافقة على برنامج العمل المشترك في عام 2010.
الاتفاق ينص على التحرير التدريجي والمتبادل للتجارة في السلع والخدمات، وتهدف إلى ضمان مستوى مماثل من الوصول إلى الأسواق والفرص الاستثمارية، مع مراعاة مستوى التنمية في دول مجلس التعاون الخليجي. المفاوضات كانت موجهة لتغطية الوصول إلى الأسواق بالنسبة للسلع والخدمات والقواعد العامة والأنظمة حول حقوق الملكية الفكرية والمنافسة وتسوية المنازعات أو قواعد المنشأ. تغطي الاتفاقية كذلك مسائل سياسية مثل حقوق الإنسان والهجرة غير الشرعية ومكافحة الإرهاب.

## الإطار السياسي
نصت الاتفاقية الإطارية للتعاون بين دول المجلس والاتحاد الأوربي على تشكيل مجلس مشترك يضم وزراء خارجية الطرفين يجتمع سنويًا بشكل دوري،
كما نصت الاتفاقية الإطارية على إنشاء لجنة للتعاون المشترك لتعزيز العلاقات ولمساعدة المجلس الوزاري المشترك في أداء مهامه، وأعطت الاتفاقية الحق للمجلس الوزاري المشترك بتشكيل أية لجان فرعية أخرى يراها مناسبة للمساهمة في أداء مهامه. وأقرّ المجلس الوزاري المشترك في اجتماعه الثاني المنعقد في لوكسمبورج (مايو 1991م) تشكيل ثلاث فرق عمل تعنى بالتعاون في مجالات الصناعة والبيئة والطاقة. أقر المجلس الوزاري الخليجي الأوربي المشترك في دورته العشرين التي عقدت في لوكسمبورغ في 14 يونيو 2010، برنامج العمل المشترك للتعاون مع الجانبين، وتم إنجاز عدد كبير من الفعاليات المشتركة في مجالات التعاون المالي والاقتصادي والنقدي، والتجارة والصناعة والاستثمار والطاقة والسلامة النووية والكهرباء والماء والنقل والبيئة ومكافحة غسل الاموال وتمويل الإرهاب وبراءات الاختراع وحماية الملكية الفكرية والتعليم العالي والبحث العلمي وغيرها، حيث تعقد بشكل دوري حوارات ولقاءات وورش عمل.

## الإطار الاقتصادي
أشارت اتفاقية التعاون بين دول المجلس والاتحاد الأوربي في مادتها الحادية عشرة، إلى أن الاتفاقية تهدف إلى تشجيع وتطوير وتنويع المبادلات التجارية بين الطرفين المتعاقدين إلى أكبر مستوى ممكن، وأن الطرفين سيدخلان في مفاوضات للوصول إلى اتفاق يهدف إلى توسيع التجارة وفقاً لأحكام الإعلان المشترك الملحق بهذه الاتفاقية، وإلى أن يتم التوصل إلى الاتفاق التجاري يعامل الطرفان المتعاقدان بعضهما البعض معاملة الدولة الأولى بالرعاية. وجاء الإعلان المشترك بشأن الفقرة الثانية من المادة الحادية عشرة ليوضح أن الهدف من اتفاقية التجارة المشار إليها في هذه الفقرة هو توسيع التجارة من خلال إجراءات مناسبة لتحسين نفاد صادرات كل طرف إلى أسواق الطرف الآخر وتحرير تجارتهما الثنائية.
بعد توقيع اتفاقية التعاون أخذت المفاوضات التجارية مساراً مستقلاً عن قضايا التعاون الأخرى، وقد اتخذ القرار السياسي من قبل المجلس المشترك بأن الهدف من هذه المفاوضات هو توصل الطرفين إلى اتفاقية للتجارة الحرة، وبدأت المفاوضات في عام 1991م، إلا أنها لم تكن تسير بشكل منتظم، إذ اعترضها في البداية عقبات حالت دون تحقيق تقدم في تلك الفترة، وبعد قيام الاتحاد الجمركي وتوحيد التعرفة لدول مجلس التعاون، تم تكثيف المفاوضات، وعقدت عدة جولات تم خلالها إنجاز الكثير من الموضوعات وبقي بعض النقاط التي تحتاج إلى مزيد من المناقشة.
ونظراً لعدم وجود أي تقدم في المفاوضات وتمسك الجانب الأوربي بمواقفه السابقة حيال النقاط العالقة، فقد قامت دول المجلس في ديسمبر 2008 بتعليق المفاوضات، مع الموافقة على الطلب الأوربي باستمرار المشاورات بين الجانبين إلى حين توفر أرضية مشتركة لاستئناف المفاوضات.